# Adolphe Van den Wiele
Adolphe Van den Wiele, né le 10 juin 1803 à Malines et mort le 13 août 1843 à Bruxelles, est un homme politique belge.

## Biographie
Adolphe Charles Jean Van den Wiele est fils de Jean-Baptiste Van den Wiele (1773-1830) et de Marie-Pétronille de Nelis (1782-1850), et le petit-fils de Jean-Baptiste van den Wiele et de Jean-Charles de Nelis. Son père est reconnu dans la noblesse héréditaire en 1822.
En octobre 1830, il devient conseiller municipal et échevin de Malines. En 1834, il est élu député catholique de l'arrondissement de Malines. Il l'emporte face à Charles Mast, bourgmestre de Lierre. Adolphe a conservé son mandat jusqu'en 1837.

## Mandats
- Échevin de Malines : 1830-
- Membre de la Chambre des représentants de Belgique par l'arrondissement de Malines : 1834-1837

## Sources
- Aug Scheler, Annuaire statistique et historique Belge, Volume 3, Kiessling, 1856
- DE PAEPE, RAINDORF-GERARD, Le Parlement belge 1831-1894. Données biographiques, Bruxelles, Commission de la biographie nationale, 1996, p. 563
- Généalogie van den Wiele, in: Annuaire de la noblesse de Belgique, Brussel, 1855.